# Betty Hirsch

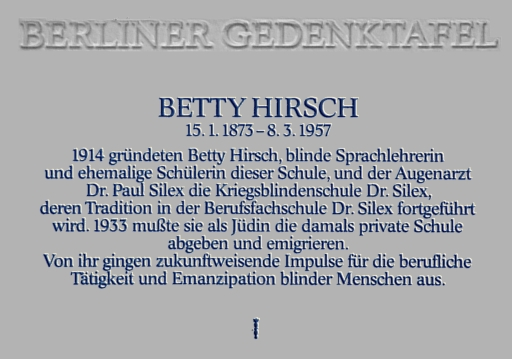
Berliner Gedenktafel in der Rothenburgstraße 14

Betty Hirsch (* 15. Januar 1873 in Hamburg; † 8. März 1957 in Berlin) war eine dänisch-deutsche Sängerin und Blinden- und Sprachlehrerin, die selbst nach einem Unfall erblindet ist.

## Leben
Hirsch wurde in Hamburg als achtes Kind dänisch-jüdischer Eltern geboren. Sie wuchs zweisprachig auf, da sie zu Hause dänisch und in der Schule deutsch sprach. Mit acht Jahren verlor sie ihren Vater, mit zwölf Jahren stürzte sie von einem Stuhl und fiel auf ihr Gesicht. Damit begann ihre Erblindung.
Ab dem 1. April 1893 konnte Betty Hirsch einen Platz im Frauenheim der Blindenanstalt in Steglitz belegen. Hier erlernte sie die Blindenschrift und bildete sich kulturell und handwerklich weiter. Unter anderem nahm sie Gesangsunterricht. Zusätzlich gab sie Privatunterricht in Deutsch und Gesang für Blinde und Sehende. Als Konzertsängerin konnte sie gemeinsam mit ihrem Pianisten Erfolge feiern.
Nach einem gesundheitlichen Zusammenbruch im Jahre 1907 entschloss sie sich, nach England zu gehen, um dort Deutsch und Dänisch zu unterrichten und außerdem die englische Sprache zu studieren. Diese Reise trat sie 1908 an. Sie wurde dabei durch ein Stipendium unterstützt. 
Nach ihrer Rückkehr nach Berlin im August 1909 hatte sie genügend Sprachschüler, durch deren Unterrichtung sie sich ihren Lebensunterhalt selbst verdienen konnte. Um ihre Leistungen auch offiziell anbieten zu können, legte sie in Hamburg eine Sprachlehrerinnenprüfung ab.
Im Jahre 1914 hörte Betty Hirsch von „Kriegsblinden“, Menschen, die durch kriegerische Ereignisse während des Ersten Weltkrieges erblindet waren. Sie wollte diesen Menschen helfen und fand in Geheimrat Paul Silex einen Augenarzt, der großes Ansehen genoss und den sie überzeugte, den Kriegsblinden außer medizinischer auch weitere Hilfe angedeihen zu lassen. Ab November 1914 nahm Betty Hirsch ehrenamtlich den Unterricht auf und brachte den Blinden die Blindenschrift, normales Schreibmaschinenschreiben und andere Handfertigkeiten bei. Für ihren Lebensunterhalt übernahm sie weiterhin Privatunterricht. Silex unterstützte sie durch Spendenwerbung und mit seinem persönlichen Vermögen.
Betty Hirsch suchte und fand Arbeitsmöglichkeiten für blinde Menschen in staatlichen Betrieben, um diesen die Integration unter den Sehenden zu ermöglichen. Mit der steigenden Zahl von Kriegsblinden ab dem Jahre 1916 bat dann Silex auch Privatfirmen, Blinde mit Arbeitsaufgaben zu betreuen. Mit ihren Erfahrungen aus England bildeten Hirsch und Silex erblindete Offiziere, Beamte, Lehrer, Studenten und Kaufleute auch zu Bürofachkräften aus.
Ab 1918 wurde Betty Hirsch feste Angestellte der Blindenfachschule, die mit der Zeit zu großem Ansehen gelangte. Bis Kriegsende bildete die Schule 250 Kriegsblinde aus. Da auch nach dem Kriegsende die Zahl der Blinden weiter stieg, wurde die Schule von den Behörden weiter unterstützt. Ab 1920 nahm die Schule auch Zivilblinde auf. 
Nachdem Geheimrat Silex seine Arbeit im Frühjahr 1923 als 65-Jähriger niederlegte, führte nun Betty Hirsch die Schule weiter und es gelang ihr, weiterhin ausreichend Spenden zur Abdeckung der Sachkosten zu werben. Für die Personalkosten kam weitestgehend der Magistrat der Stadt Berlin auf.
Hirsch organisierte, dass ab 1926 der frühere Schüler Karlheinz Tschepke nun die nächsten Schüler in kaufmännischer Stenographie unterrichtete. Hirsch reiste nach den USA und England zum Erfahrungsaustausch und führte ihr Lebenswerk weiter.
Nach der Machtübernahme durch die Nationalsozialisten am 30. Januar 1933 sorgte Hirsch noch für einen geordneten Schulbetrieb, solange ihr dies möglich war. Im Oktober 1933 verließ sie dann Berlin in Richtung Hamburg und emigrierte von dort nach England, nachdem sie ihren früheren Privatsekretär Thiermann zu ihrem Nachfolger bestimmt hatte. Die Schule wurde von der Stadt Berlin als „Silexhandelsschule für Blinde“ übernommen. 
Nach dem Ende des Zweiten Weltkrieges bekam Betty Hirsch den Auftrag, die mittlerweile in Deutschland verteilten Schulaußenstellen wieder in Berlin zusammenzuführen. Am 1. April 1949 zog dann die Silexhandelsschule in die Gebäude der Steglitzer Blindenbildungsanstalt um und wurde ihr administrativ unterstellt. Damit hatte Betty Hirsch ihr eigentliches Ziel der Wiederbelebung „ihrer“ Schule nicht erreicht.
Anlässlich ihres 80. Geburtstages im Jahre 1953 erhielt Betty Hirsch die Ehrenmitgliedschaft des Bundes der Kriegsblinden und 1956 die Ehrenmitgliedschaft des Deutschen Blindenverbands.
Am 8. März 1957 starb Betty Hirsch im Alter von 84 Jahren an Altersschwäche in Berlin. Am 20. März wurde ihre Urne beigesetzt. Nachdem im Jahre 1977 die Ruhefrist auf dem Friedhof abgelaufen war, wurde die Urnenstelle wieder neu vergeben, da niemand daran gedacht hatte, ihr Grab zu erneuern oder es als Ehrengrab einrichten zu lassen.

## Ehrungen

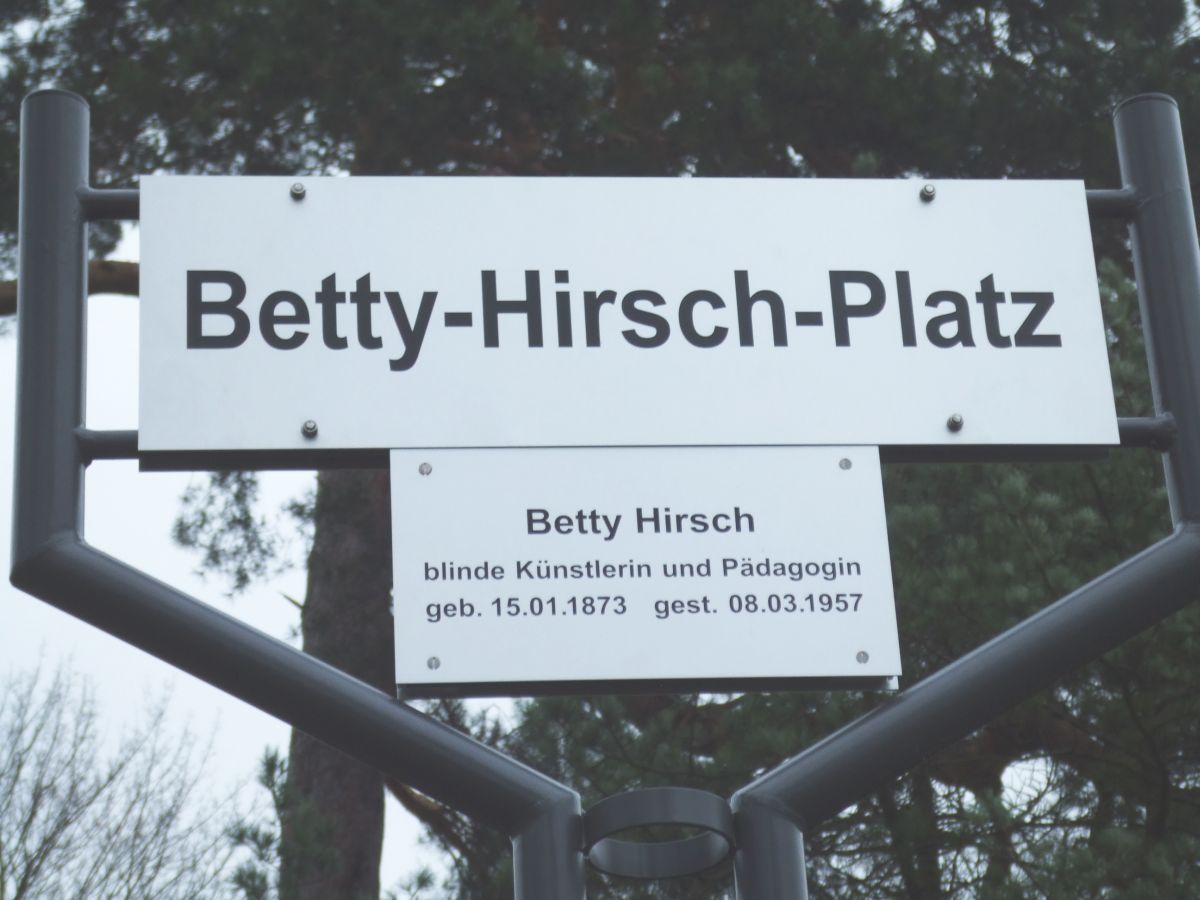
Platzbenennungstafel am Betty-Hirsch-Platz in Berlin

Am 8. Mai 1961 wurde in der Handjerystraße 23 in Berlin-Friedenau das nach ihr benannte Kriegsblindenhaus Betty Hirsch seiner Bestimmung übergeben.
Nach einem Beschluss der Bezirksverordnetenversammlung Charlottenburg-Wilmersdorf wurde am 8. März 2008 in einer öffentlichen Feierstunde der ehemalige Platz S in Berlin-Schmargendorf an der Rheinbabenallee Ecke Hundekehlestraße in Betty-Hirsch-Platz umbenannt. Die Bibliothek der Berliner Blindenanstalt und eine Förderschule in Stuttgart wurden nach ihr benannt.